# Stictolampra concinnula
Stictolampra concinnula är en kackerlacksart som först beskrevs av Walker, F. 1869.  Stictolampra concinnula ingår i släktet Stictolampra och familjen jättekackerlackor. Inga underarter finns listade i Catalogue of Life.